# Novillars
Novillars é uma comuna francesa na região administrativa de Borgonha-Franco-Condado, no departamento de Doubs. Estende-se por uma área de 2,02 km². Em 2010 a comuna tinha 1 538 habitantes (densidade: 761,4 hab./km²).